# Æra (geologi)
 For alternative betydninger, se Æra. (Se også artikler, som begynder med Æra)
En æra er en geokronologisk enhed der kan variere fra 65 til næsten 1.000 millioner år. Æraer samles i æoner og opdeles i perioder.
Phanerozoikum er en æon og opdeles i æraerne
- Kænozoikum, (65,5 millioner år siden til nutiden).
- Mesozoikum, (251 til 65,5 mio. år siden).
- Palæozoikum, (542 til 251 mio. år siden).

Mesozoikum opdeles i perioderne:
- Kridttiden, (145,5 til 65,5 mio. år siden).
- Jura, (199,6 til 145,5 mio. år siden).
- Trias, (251 til 199,6 mio. år siden).

De bjergarter der dannes i løbet af en æra udgør en kronostratigrafisk enhed; erathem. Erathemet Mesozoikum blev dannet i løbet af æraen Mesozoikum.